# Srodstvo
Srodstvo je odnos između dviju ili više osoba zasnovan na međusobnoj vezi koja može biti biološke, sociološke ili pravne prirode.
Postoji nekoliko vrsta srodstva:
- krvno srodstvo – biološke je naravi i temelji se na krvnoj vezi, a definira se kao odnos dviju osoba povezanih podrijetlom, bilo da potječu jedna od druge (npr. otac i sin), ili od zajedničkog pretka (npr. stric i nećak).
- tazbinsko srodstvo ili svojta – sociološko-pravne je naravi, a definira se kao odnos između jedne osobe i srodnika njezinog bračnog druga (npr. svekar i snaha, punica i zet, šogor i šogorica, itd.). Temelj tazbinskog srodstva je postojanje braka.
- građansko srodstvo ili srodstvo po posvojenju – temelji se na činjenici posvojenja, a definira se kao odnos između posvojčeta (posvojenika) i posvojitelja te njegovih krvnih srodnika.
- duhovno srodstvo ili srodstvo po krštenju – kumstvo
- srodstvo po mlijeku – između dojilje i dojenog djeteta i njegovih potomaka.

## Računanje krvnog srodstva
Računanje krvnog srodstva (lat. computatio) je razvrstavanje krvnih srodnika po linijama (lozama) i stupnjevima. Postoji nekoliko sustava računanja. U hrvatskom pravnom sustavu primjenjuje se tzv. computatio civilis, dok u kanonskom pravu vrijedi tzv. computatio naturalis.
Postoje dvije linije  – uspravna (linea recta) i pobočna linija (linea transversa). 
Uspravnu liniju čine osobe koje potječu jedna od druge, odnosno preci (ascedenti) i potomci (descedenti): pradjed – djed – otac – sin – unuk – praunuk. Ovisno o perspektivi, razlikuje se ushodna (srodnički niz gleda se od potomaka prema precima: unuk – sin – otac – djed) te nishodna linija (srodnički niz gleda se od predaka prema potomcima: djed – otac – sin – unuk).
Pobočnu liniju (naziva se još i kolateralnom linijom) čine osobe koje ne potječu jedna od druge, već imaju zajedničkog pretka: braća, stric – nećak, bratići, itd. Pobočni srodnici (kolaterali) mogu biti punokrvni (ako imaju oba zajednička roditelja – germani) ili polukrvni (ako imaju samo zajedničkog oca – consanguinei, ili samo zajedničku majku – uterini).
Unutar loza (linija) srodnici se razvrstavaju po stupnjevima (Computatio civilis) ili po koljenima (Computatio naturalis)

### Computatio civilis
Još je u rimskom pravu vrijedilo pravilo quod generationes tot gradus (prijevod: Koliko poroda toliko stupnjeva). Tako se prema tom pravilu stupanj srodstva utvrđuje na način da se uzima u obzir broj poroda u obje linije, osim rođenja zajedničkog pretka.  To znači da su npr. brat i sestra u drugom stupnju srodstva, jer su potrebna dva poroda (gledajući od zajedničkog pretka); bratići su u četvrtom stupnju srodstva, jer su potrebna četiri poroda (gledajući od zajedničkog pretka): rođenje njihovih roditelja, a zatim njihovo rođenje; ujak i nećak su u trećem stupnju srodstva, jer su potrebna tri poroda (porod ujaka, porod ujakove sestre, odnosno nećakove majke, te rođenje nećaka).

### Computatio naturalis
Prema sustavu koji se primjenjuje u kanonskom pravu, stupanj srodstva računa se tako da se gleda broj poroda samo u jednoj pobočnoj liniji, pa su tako brat i sestra u prvom koljenu, bratići u drugom, a ako linije nisu jednake tada se stupanj srodstva gleda po duljoj liniji od zajedničkog pretka, pa su tako stric i nećak u drugom koljenu.

## Primjena u pravu
U nasljednom pravu činjenica postojanja krvnog i građanskog srodstva važna je prilikom utvrđivanja nasljednika ostavitelja (kod zakonskog nasljednog prava). U obiteljskom pravu činjenica srodstva važna je primjerice kod dužnosti uzdržavanja, skrbništva. U bračnom pravu, kao djelu obiteljskog, postojanje krvnog srodstva između nevjeste i ženika može biti prepreka za sklapanje braka. U postupovnom pravu  (kaznenom, građansko, upravnom) postojanje srodstva može biti razlog zbog kojeg se može/mora tražiti izuzeće službene osobe (npr. suca), ali i povlastica (npr. oslobođenje od svjedočenja protiv srodnika).